# Nicolás Fasolino
Nicolás Fasolino (Buenos Aires, 3 de enero de 1887 - íd., 14 de agosto de 1969) fue un sacerdote católico que llegó a desempeñarse como Arzobispo de la ciudad de Santa Fe.

## Juventud y estudios
Nació en el barrio de Balvanera de Buenos Aires; sus padres Nicolás Fasolino y María Antonia Coletta —inmigrantes italianos— al advertir su vocación sacerdotal, lo autorizaron a ingresar al Seminario Metropolitano de Buenos Aires con sede en Villa Devoto. Posteriormente continuó estudios en el Colegio Pío Latinoamericano de Roma y en la Pontificia Universidad Gregoriana donde obtuvo los títulos de Doctor en Derecho Canónico, Filosofía y Sagrada Escritura.

## Cargos eclesiásticos
En 1909 fue ordenado presbítero en Roma y de inmediato volvió a la Argentina y comenzó a ejercer la docencia en la Universidad Católica y en el Centro de Estudios Religiosos. Tenía también a su cargo la dirección y acompañamiento de laicos agrupados en Círculos de Obreros Católicos, en la Juventud Católica y, posteriormente, en la recién creada Acción Católica. Fue Teniente cura en San José de Flores y a partir de 1922 Cura Párroco de Balvanera. Desde 1913 en forma paralela a dichas funciones se desempeñó en la Curia Arzobispal dedicado a la investigación histórica y fundó y colaboró en diversas publicaciones católicas. En 1923 acompañó a monseñor Boneo en la tarea de administrar la Iglesia de Buenos Aires en el marco del entredicho entre el Estado argentino y la Santa Sede, poniendo de manifiesto sus dotes para actuar ante situaciones difíciles. Tras la muerte de monseñor Boneo, el 20 de agosto de 1932 fue nombrado por el Papa Pío XI como obispo de la diócesis de Santa Fe. Cuando ella en 1934 pasó a ser Arquidiócesis, se convirtió en su primer Arzobispo.
En 1934 hizo su primera visita pastoral a los entonces territorio nacionales de Chaco y Formosa y sentó las bases para la organización eclesiástica en los mismos. Fue activo en la expansión de la iglesia creando dentro de su Obispado las nuevas diócesis de Rosario (1934), Chaco (1939), Reconquista (1957) y Rafaela (1961). Apoyó desde 1941 la "Obra de Barrios" mediante la cual militantes cristianos trataban de evangelizar y promover socialmente a los vecinos de las zonas periféricas de Santa Fe y fomentó la fundación de parroquias y colegios. En 1935 creó el diario La Mañana que se publicó durante alrededor de 20 años. Comenzó la construcción de un nuevo seminario que reemplazara al anterior que estaba obsoleto pero nunca hubo necesidad de utilizarlo al producirse una gran disminución de las vocaciones sacerdotales evidenciada en que al asumir Fasolino el Obispado había unos 150 seminaristas y al final dejó sólo unos pocos alumnos.
Participó de las sesiones del Concilio Vaticano II y en 1967 fue nombrado cardenal por el Papa Pablo VI.
Falleció el 14 de agosto de 1969 mientras se encontraba celebrando la misa. Está enterrado en la Catedral metropolitana Todos los Santos.

## Labor como historiador
Monseñor Fasolino hizo una extensa labor como historiador en temas eclesiástico. Fue miembro de la Academia Nacional de la Historia y miembro fundador de la Junta de Historia Eclesiástica Argentina y la Junta de Estudios Históricos de la Provincia de Santa Fe. Escribió Historia de la Universidad de Buenos Aires (Vida y obra del doctor Antonio Sáenz) Primeras Lecciones (de Acción Católica) Fray Juan Pascual de Rivadaneira de la Orden de Menores y diversas biografías de sacerdotes que actuaron en la época colonial en Santa Fe, tales como Actuación de cuatro clérigos santafesinos, Dr. José De Amenábar,El maestro D. Pedro Rodríguez, Dos semblanzas (Francisco Javier Echagüe y Andía – Hernando Arias Mansilla), Álvaro Gil ¿cura de Santa Fe en 1573-1576?, Sacerdotes santafesinos en Mendoza, Los sacerdotes Aguiar en Santa Fe, Los Presbíteros Crespo en Santa Fe; Juan Nepomuceno Caneto, 1773-1840 y Neto y Silva Braga (Dos figuras santafesinas). 